# Соломон Бандаранаїке
Соломон Бандаранаїке (8 січня 1899, Коломбо — 26 вересня 1959) — прем'єр-міністр Цейлону (нині Шрі-Ланка) з 1956 по 1959 рік.

## Біографія
Навчався в місцевому коледжі, а потім в Оксфордському університеті, за освітою юрист. Політичну діяльність почав в 1925 році, займав різні пости в колоніальній адміністрації. З 1947 по 1951 рік був міністром охорони здоров'я, з 1956 року — прем'єр-міністр.
У зовнішній політиці керувався принципами неприєднання до блоків США і СРСР, у внутрішній політиці — буддійсько-сингальським націоналізмом, позбавивши англійську і тамільську мови статусу державних. Незабаром він пішов на компроміс і дозволив тамілам використовувати свою мову в сфері комерції. Це викликало гнів етнічних сингальцев. 25 вересня 1959 року буддійський монах Талдуве Сомарама тяжко поранив із револьвера 60-річного прем'єр-міністра. На наступний день від отриманих поранень Соломон Бандаранаїке помер.